# أرخبيل لاس أفيس

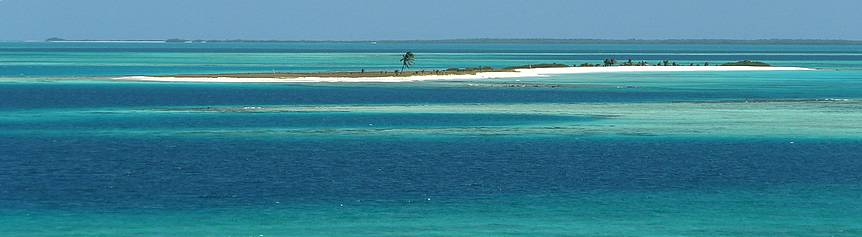
أرخبيل لاس أفيس

أرخبيل لاس أفيس (بالإسبانية: Archipiélago Las Aves) هو أرخبيل من الجزر الصغيرة، يقع جنوب شرق البحر الكاريبي بمحاذاة سواحل التبعيات الفيدرالية في فنزويلا شمال ولايتي أراغوا وكارابوبو وما بين جزيرة بونير الهولندية في الغرب و أرخبيل لوس روكيس في الشرق.